# Magnetic Telegraph Company

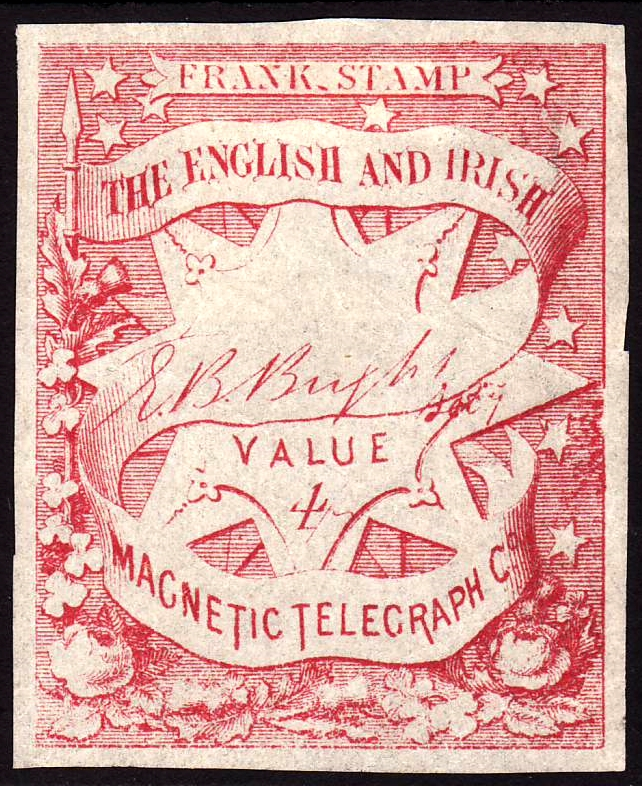
Frankiermarke der English and Irish Magnetic Telegraph Co (um 1857)

Die Magnetic Telegraph Company (deutsch „Magnetische Telegrafengesellschaft“), ab 1852 dann English and Irish Magnetic Telegraph Company („Englische und irische magnetische Telegrafengesellschaft“), kurz The Magnetic, war in der Mitte des 19. Jahrhunderts ein Kabelunternehmen des Vereinigten Königreichs Großbritannien und Irland.

## Geschichte
Sie gehörte zu den ersten Telegrafengesellschaften in England, nach der bereits 1846 entstandenen Electric Telegraph Company (The Electric), und war hier während der Anfangszeit der elektrischen Telegrafie, den 1850er-Jahren, ihr stärkster Mitbewerber. In Irland war die Magnetic das bedeutendste Kabelunternehmen ihrer Zeit.
Während andere Telegrafengesellschaften zum Bau von Telegrafenlinien auf oberirdische Leitungen setzten, also blanke Metalldrähte als Freileitung über dem Erdboden auf Telegrafenmasten zogen, setzte die Magnetic auf im Boden verlegte unterirdische Kabel. Ebenfalls unterschiedlich zur Verwendung von Batterien als Spannungsquellen, wie es andere machten, nutzte die Magnetic hierzu die elektromagnetische Induktion. Ähnlich wie es bereits 1833 beim Gauß-Weber-Telegrafen gemacht wurde, war hierzu ein Permanentmagnet innerhalb einer Spule von Hand zu bewegen. Eine Vorrichtung, die hierzu Pedale nutzte, war 1848 im Vereinigten Königreich durch William Henley (1814–1882) und Thomas Forster (1789–1860) patentiert worden. Auf diese Weise ließen sich auch ohne Batterien Stromimpulse erzeugen, die über die Leitungen übertragen wurden.
Das Unternehmen verlegte das erste Seekabel zwischen Großbritannien und Irland und arbeitete während der 1850er-Jahre mit der Submarine Telegraph Company zusammen. Diese war 1849 unter dem Namen English Channel Submarine Telegraph Company („Ärmelkanal-Untersee-Telegrafengesellschaft“) gegründet worden, hatte 1851 das Unterseekabel Dover–Calais verlegt und im selben Jahr ihren Namen verkürzt. Zusammen mit dieser verfügte die Magnetic nun für einige Jahre über das Monopol für internationale Kabelverbindungen von den Britischen Inseln zu Kontinentaleuropa.
Im Jahr 1857 fusionierte sie mit der 1853 gegründeten British Telegraph Company und bildete die British and Irish Magnetic Telegraph Company.